# Yarmouth
Yarmouth er en havneby og civil parish i den vestlige ende af Isle of Wight ud for Englands sydkyst. Byen har navn efter sin placeringen ved udmundingenn af den lille flod Western Yar. Byen voksede sig større ud fra stedet hvor floden blev krydset, hvilket oprindeligt skete med færge, men i 1863 blev der etableret en bro.